# Superliga Brasileira de Voleibol Feminino de 2023 - Série C
A Superliga Brasileira de Voleibol Feminino de 2023 - Série C foi a 6ª edição desta competição organizada pela Confederação Brasileira de Voleibol. Trata-se da terceira divisão do Campeonato Brasileiro de Voleibol Feminino, a principal competição entre clubes de voleibol feminino do Brasil.. A Superliga C substituiu a extinta Taça Prata.
Participaram do torneio vinte e oito equipes provenientes de dez estados brasileiros e Distrito Federal. As equipes foram divididas de acordo com suas regiões. Nas sedes com até seis equipes o sistema de disputa foi em turno único com todos jogando entre si. Naquelas com sete ou mais participantes o sistema muda para uma fase de grupos seguida de semifinais e final. Os campeões em cada sede garantem uma vaga no acesso à Superliga B Feminina 2023.

## Regulamento
A Superliga C feminina contou com a participação de 28 clubes espalhados em seis sedes. Pelo formato definido para o torneio, os times foram divididos em seis sedes regionais, sendo elas: Pinhalzinho (SC), Rio de Janeiro (RJ), Brasília (DF), Irati (PR), Natal (RN) e Glória de Dourados (MS). O campeão de cada grupo garantiu a vaga na Superliga B 2024.

### Critérios de classificação nos grupos
1. Número de vitórias;
2. Pontos;
3. Razão de sets;
4. Razão de pontos;
5. Resultado da última partida entre os times empatados.

- Placar de 3–0 ou 3–1: 3 pontos para o vencedor, nenhum para o perdedor;
- Placar de 3–2: 2 pontos para o vencedor, 1 para o perdedor.

## Equipes participantes
Segue abaixo a lista das equipes participantes da Superliga Série C de 2023.
| Sede                    | Grupo                             | Equipe                  | Cidade                 | Temporada 2022 |
| ----------------------- | --------------------------------- | ----------------------- | ---------------------- | -------------- |
| Irati (PR)              |                                   |                         |                        |                |
| –                       | Foz do Iguaçu/SMEL                | Foz do Iguaçu           | 6º Sede Irati          |                |
| –                       | Irati Vôlei                       | Irati                   | 5º Sede Irati          |                |
| –                       | Pato Vôlei                        | Pato Branco             | Estreante              |                |
| –                       | SESI/Bauru                        | Bauru                   | Estreante              |                |
| –                       | Vôlei Marechal                    | Marechal Cândido Rondon | Não disputou           |                |
| Pinhalzinho (SC)        |                                   |                         |                        |                |
| –                       | Napoli Voleibol                   | Caçador                 | Não disputou           |                |
| –                       | Pinhalense Voleibol               | Pinhalzinho             | Estreante              |                |
| –                       | Renasce Sorocaba                  | Sorocaba                | Não disputou           |                |
| Natal (RN)              |                                   |                         |                        |                |
| –                       | CC3 Sport Clube                   | Fortaleza               | Estreante              |                |
| –                       | Ceará Vôlei                       | Fortaleza               | Estreante              |                |
| –                       | Central Vôlei                     | Caruaru                 | Estreante              |                |
| –                       | Sport Recife Vôlei/INE            | Recife                  | Não disputou           |                |
| –                       | Vôlei Natal/Desportivo Rio Grande | Parnamirim              | Não disputou           |                |
| –                       | Vôlei Shiro                       | Natal                   | Estreante              |                |
| Glória de Dourados (MS) |                                   |                         |                        |                |
| –                       | ACE/Aparecida Vôlei               | Aparecida de Goiânia    | Estreante              |                |
| –                       | Campo Grande Vôlei                | Campo Grande            | Estreante              |                |
| –                       | Força Vôlei                       | Primavera do Leste      | Estreante              |                |
| –                       | Lona Voleibol                     | Goiânia                 | Estreante              |                |
| Rio de Janeiro (RJ)     |                                   |                         |                        |                |
| –                       | EC Praia Grande                   | Praia Grande            | 5º Sede Sorocaba       |                |
| –                       | Farma Conde/São José Vôlei        | São José dos Campos     | 4º Sede Rio de Janeiro |                |
| –                       | Maricá Cidade Olímpica            | Maricá                  | Estreante              |                |
| –                       | Tijuca Vôlei                      | Rio de Janeiro          | 2º Sede Rio de Janeiro |                |
| –                       | Vôlei Louveira                    | Louveira                | 3º Sede Rio de Janeiro |                |
| Brasília (DF)           |                                   |                         |                        |                |
| –                       | Ascade                            | Brasília                | Não disputou           |                |
| –                       | Brasiliense Vôlei                 | Brasília                | 5º Sede Brasília       |                |
| –                       | Mais Vôlei Brasília               | Brasília                | 4º Sede Brasília       |                |
| –                       | Prevermed Vôlei                   | Brasília                | 3º Sede Brasília       |                |
| –                       | Real Brasiliense                  | Brasília                | Estreante              |                |

## Locais das partidas
| Irati                       | Pinhalzinho              | Natal                | Glória de Dourados                   | Rio de Janeiro    | Brasília                 |
| --------------------------- | ------------------------ | -------------------- | ------------------------------------ | ----------------- | ------------------------ |
| Ginásio Agostinho Zarpellon | Ginásio Neuro Isidoro    | Palácio dos Esportes | Centro Esportivo Vilmar Duarte Gomes | Ginásio Tijuca    | Ginásio CECAF            |
| Capacidade: 2.500           | Capacidade: desconhecido | Capacidade: 2.500    | Capacidade: desconhecido             | Capacidade: 3.000 | Capacidade: desconhecido |

## Fase Classificatória
- Vitória por 3 sets a 0 ou 3 a 1: 3 pontos para o vencedor;
- Vitória por 3 sets a 2: 2 pontos para o vencedor e 1 ponto para o perdedor.
- Não comparecimento, a equipe perde 2 pontos.
- Em caso de igualdade por pontos, os seguintes critérios servem como desempate: número de vitórias, razão de sets e razão de ralis.

|  |                       |
|  | Aceso a Série B 2024. |

### Sede Irati
|     |                    |     | Jogos | Jogos | Jogos | Resultados | Resultados | Resultados | Resultados | Resultados | Resultados | Sets | Sets | Sets  | Pontos | Pontos | Pontos |
| Pos | Equipe             | Pts | T     | V     | D     | 3–0        | 3–1        | 3–2        | 2–3        | 1–3        | 0–3        | V    | P    | R     | V      | P      | R      |
| --- | ------------------ | --- | ----- | ----- | ----- | ---------- | ---------- | ---------- | ---------- | ---------- | ---------- | ---- | ---- | ----- | ------ | ------ | ------ |
| 1   | Irati Vôlei        | 11  | 4     | 4     | 0     | 3          | 0          | 1          | 0          | 0          | 0          | 12   | 2    | 6,000 | 336    | 252    | 1.333  |
| 2   | SESI/Bauru         | 9   | 4     | 3     | 1     | 2          | 0          | 1          | 1          | 0          | 0          | 11   | 5    | 2.200 | 365    | 318    | 1.148  |
| 3   | Foz do Iguaçu/SMEL | 7   | 4     | 2     | 2     | 1          | 1          | 0          | 1          | 0          | 1          | 8    | 7    | 1.143 | 314    | 313    | 1.003  |
| 4   | Pato Vôlei         | 3   | 4     | 1     | 3     | 0          | 1          | 0          | 0          | 0          | 3          | 3    | 10   | 0.300 | 251    | 315    | 0.797  |
| 5   | Vôlei Marechal     | 0   | 4     | 0     | 4     | 0          | 0          | 0          | 0          | 2          | 2          | 2    | 12   | 0.167 | 271    | 339    | 0.799  |

#### 1ª Rodada
| Data   | Hora  |             | Placar |                | Set 1 | Set 2 | Set 3 | Set 4 | Set 5 | Total | Relatório |
| ------ | ----- | ----------- | ------ | -------------- | ----- | ----- | ----- | ----- | ----- | ----- | --------- |
| 01 nov | 17:00 | SESI/Bauru  | 3–0    | Pato Vôlei     | 25–13 | 25–14 | 25–21 |       |       | 75–48 |           |
| 01 nov | 19:30 | Irati Vôlei | 3–0    | Vôlei Marechal | 25–14 | 25–16 | 25–18 |       |       | 75–48 |           |

#### 2ª Rodada
| Data   | Hora  |             | Placar |                    | Set 1 | Set 2 | Set 3 | Set 4 | Set 5 | Total | Relatório |
| ------ | ----- | ----------- | ------ | ------------------ | ----- | ----- | ----- | ----- | ----- | ----- | --------- |
| 02 nov | 17:00 | Pato Vôlei  | 3–1    | Vôlei Marechal     | 20–25 | 25–19 | 25–23 | 25–23 |       | 95–90 |           |
| 02 nov | 19:30 | Irati Vôlei | 3–0    | Foz do Iguaçu/SMEL | 25–19 | 25–15 | 25–13 |       |       | 75–47 |           |

#### 3ª Rodada
| Data   | Hora  |                    | Placar |                | Set 1 | Set 2 | Set 3 | Set 4 | Set 5 | Total | Relatório |
| ------ | ----- | ------------------ | ------ | -------------- | ----- | ----- | ----- | ----- | ----- | ----- | --------- |
| 03 nov | 17:00 | SESI/Bauru         | 3–0    | Vôlei Marechal | 25–14 | 25–22 | 26–24 |       |       | 76–60 |           |
| 03 nov | 19:30 | Foz do Iguaçu/SMEL | 3–0    | Pato Vôlei     | 25–17 | 25–22 | 25–17 |       |       | 75–56 |           |

#### 4ª Rodada
| Data   | Hora  |             | Placar |                    | Set 1 | Set 2 | Set 3 | Set 4 | Set 5 | Total  | Relatório |
| ------ | ----- | ----------- | ------ | ------------------ | ----- | ----- | ----- | ----- | ----- | ------ | --------- |
| 04 nov | 16:00 | SESI/Bauru  | 3–2    | Foz do Iguaçu/SMEL | 21–25 | 25–19 | 23–25 | 25–20 | 15–10 | 109–99 |           |
| 04 nov | 18:30 | Irati Vôlei | 3–0    | Pato Vôlei         | 25–20 | 25–12 | 25–20 |       |       | 75–52  |           |

#### 5ª Rodada
| Data   | Hora  |                    | Placar |                | Set 1 | Set 2 | Set 3 | Set 4 | Set 5 | Total   | Relatório |
| ------ | ----- | ------------------ | ------ | -------------- | ----- | ----- | ----- | ----- | ----- | ------- | --------- |
| 05 nov | 13:00 | Foz do Iguaçu/SMEL | 3–1    | Vôlei Marechal | 25–14 | 18–25 | 25–19 | 25–15 |       | 93–73   |           |
| 05 nov | 15:30 | Irati Vôlei        | 3–2    | SESI/Bauru     | 19–25 | 27–29 | 25–21 | 25–19 | 15–11 | 111–105 |           |

### Sede Pinhalzinho
|     |                     |     | Jogos | Jogos | Jogos | Resultados | Resultados | Resultados | Resultados | Resultados | Resultados | Sets | Sets | Sets  | Pontos | Pontos | Pontos |
| Pos | Equipe              | Pts | T     | V     | D     | 3–0        | 3–1        | 3–2        | 2–3        | 1–3        | 0–3        | V    | P    | R     | V      | P      | R      |
| --- | ------------------- | --- | ----- | ----- | ----- | ---------- | ---------- | ---------- | ---------- | ---------- | ---------- | ---- | ---- | ----- | ------ | ------ | ------ |
| 1   | Renasce Sorocaba    | 6   | 2     | 2     | 0     | 2          | 0          | 0          | 0          | 0          | 0          | 6    | 0    | MAX   | 151    | 93     | 1.624  |
| 2   | Pinhalense Voleibol | 3   | 2     | 1     | 1     | 1          | 0          | 0          | 0          | 0          | 1          | 3    | 3    | 1,000 | 125    | 136    | 0.919  |
| 3   | Napoli Voleibol     | 0   | 2     | 0     | 2     | 0          | 0          | 0          | 0          | 0          | 2          | 0    | 6    | 0,000 | 103    | 150    | 0.687  |

#### 1ª Rodada
| Data   | Hora  |                     | Placar |                 | Set 1 | Set 2 | Set 3 | Set 4 | Set 5 | Total | Relatório |
| ------ | ----- | ------------------- | ------ | --------------- | ----- | ----- | ----- | ----- | ----- | ----- | --------- |
| 02 nov | 19:30 | Pinhalense Voleibol | 3–0    | Napoli Voleibol | 25–16 | 25–23 | 25–21 |       |       | 75–60 |           |

#### 2ª Rodada
| Data   | Hora  |                 | Placar |                  | Set 1 | Set 2 | Set 3 | Set 4 | Set 5 | Total | Relatório |
| ------ | ----- | --------------- | ------ | ---------------- | ----- | ----- | ----- | ----- | ----- | ----- | --------- |
| 03 nov | 19:30 | Napoli Voleibol | 0–3    | Renasce Sorocaba | 12–25 | 12–25 | 19–25 |       |       | 43–75 |           |

#### 3ª Rodada
| Data   | Hora  |                     | Placar |                  | Set 1 | Set 2 | Set 3 | Set 4 | Set 5 | Total | Relatório |
| ------ | ----- | ------------------- | ------ | ---------------- | ----- | ----- | ----- | ----- | ----- | ----- | --------- |
| 04 nov | 19:30 | Pinhalense Voleibol | 0–3    | Renasce Sorocaba | 10–25 | 16–25 | 24–26 |       |       | 50–76 |           |

### Sede Natal
|     |                        |     | Jogos | Jogos | Jogos | Resultados | Resultados | Resultados | Resultados | Resultados | Resultados | Sets | Sets | Sets  | Pontos | Pontos | Pontos |
| Pos | Equipe                 | Pts | T     | V     | D     | 3–0        | 3–1        | 3–2        | 2–3        | 1–3        | 0–3        | V    | P    | R     | V      | P      | R      |
| --- | ---------------------- | --- | ----- | ----- | ----- | ---------- | ---------- | ---------- | ---------- | ---------- | ---------- | ---- | ---- | ----- | ------ | ------ | ------ |
| 1   | Vôlei Natal/Desportivo | 13  | 5     | 5     | 0     | 2          | 1          | 2          | 0          | 0          | 0          | 15   | 5    | 3,000 | 469    | 378    | 1.241  |
| 2   | Ceará Vôlei            | 13  | 5     | 4     | 1     | 4          | 0          | 0          | 1          | 0          | 0          | 14   | 3    | 4.667 | 406    | 292    | 1.390  |
| 3   | CC3 Sport Clube        | 7   | 5     | 2     | 3     | 1          | 1          | 0          | 1          | 1          | 1          | 9    | 10   | 0.900 | 394    | 442    | 0.891  |
| 4   | Vôlei Shiro            | 5   | 5     | 2     | 3     | 1          | 0          | 1          | 0          | 0          | 3          | 6    | 11   | 0.545 | 359    | 367    | 0.978  |
| 5   | Sport Recife Vôlei/INE | 5   | 5     | 2     | 3     | 1          | 0          | 1          | 0          | 0          | 3          | 6    | 11   | 0.545 | 333    | 389    | 0.856  |
| 6   | Central Vôlei          | 2   | 5     | 0     | 5     | 0          | 0          | 0          | 2          | 1          | 2          | 5    | 15   | 0.333 | 378    | 471    | 0.803  |

#### 1ª Rodada
| Data   | Hora  |                        | Placar |                 | Set 1 | Set 2 | Set 3 | Set 4 | Set 5 | Total  | Relatório |
| ------ | ----- | ---------------------- | ------ | --------------- | ----- | ----- | ----- | ----- | ----- | ------ | --------- |
| 06 nov | 12:00 | Sport Recife Vôlei/INE | 0–3    | Ceará Vôlei     | 15–25 | 16–25 | 11–25 |       |       | 42–75  |           |
| 06 nov | 14:00 | Vôlei Shiro            | 3–2    | Central Vôlei   | 24–26 | 21–25 | 25–17 | 25–14 | 15–7  | 110–89 |           |
| 06 nov | 16:00 | Vôlei Natal/Desportivo | 3–1    | CC3 Sport Clube | 25–14 | 24–26 | 25–22 | 25–12 |       | 99–74  |           |

#### 2ª Rodada
| Data   | Hora  |                        | Placar |                        | Set 1 | Set 2 | Set 3 | Set 4 | Set 5 | Total | Relatório |
| ------ | ----- | ---------------------- | ------ | ---------------------- | ----- | ----- | ----- | ----- | ----- | ----- | --------- |
| 07 nov | 12:00 | Vôlei Shiro            | 0–3    | CC3 Sport Clube        | 27–29 | 23–25 | 21–25 |       |       | 71–79 |           |
| 07 nov | 14:00 | Central Vôlei          | 0–3    | Ceará Vôlei            | 18–25 | 11–25 | 19–25 |       |       | 48–75 |           |
| 07 nov | 16:00 | Vôlei Natal/Desportivo | 3–0    | Sport Recife Vôlei/INE | 25–21 | 25–15 | 25–19 |       |       | 75–55 |           |

#### 3ª Rodada
| Data   | Hora  |                        | Placar |                        | Set 1 | Set 2 | Set 3 | Set 4 | Set 5 | Total | Relatório |
| ------ | ----- | ---------------------- | ------ | ---------------------- | ----- | ----- | ----- | ----- | ----- | ----- | --------- |
| 08 nov | 16:00 | Central Vôlei          | 0–3    | Sport Recife Vôlei/INE | 20–25 | 20–25 | 27–29 |       |       | 67–79 |           |
| 08 nov | 18:00 | Ceará Vôlei            | 3–0    | CC3 Sport Clube        | 25–21 | 25–17 | 25–8  |       |       | 75–46 |           |
| 08 nov | 20:00 | Vôlei Natal/Desportivo | 3–0    | Vôlei Shiro            | 26–24 | 25–14 | 25–19 |       |       | 76–57 |           |

#### 4ª Rodada
| Data   | Hora  |                        | Placar |                        | Set 1 | Set 2 | Set 3 | Set 4 | Set 5 | Total  | Relatório |
| ------ | ----- | ---------------------- | ------ | ---------------------- | ----- | ----- | ----- | ----- | ----- | ------ | --------- |
| 09 nov | 16:00 | CC3 Sport Clube        | 2–3    | Sport Recife Vôlei/INE | 17–25 | 25–22 | 24–26 | 25–21 | 6–15  | 97–109 |           |
| 09 nov | 18:00 | Ceará Vôlei            | 3–0    | Vôlei Shiro            | 25–9  | 25–16 | 25–21 |       |       | 75–46  |           |
| 09 nov | 20:00 | Vôlei Natal/Desportivo | 3–2    | Central Vôlei          | 25–12 | 25–14 | 22–25 | 22–25 | 15–10 | 109–86 |           |

#### 5ª Rodada
| Data   | Hora  |                        | Placar |                        | Set 1 | Set 2 | Set 3 | Set 4 | Set 5 | Total   | Relatório |
| ------ | ----- | ---------------------- | ------ | ---------------------- | ----- | ----- | ----- | ----- | ----- | ------- | --------- |
| 10 nov | 10:00 | Vôlei Shiro            | 3–0    | Sport Recife Vôlei/INE | 25–18 | 25–15 | 25–15 |       |       | 75–48   |           |
| 10 nov | 18:00 | Central Vôlei          | 1–3    | CC3 Sport Clube        | 21–25 | 19–25 | 25–23 | 23–25 |       | 88–98   |           |
| 10 nov | 20:00 | Vôlei Natal/Desportivo | 3–2    | Ceará Vôlei            | 25–21 | 25–22 | 23–25 | 22–25 | 15–13 | 110–106 |           |

### Sede Glória de Dourados
|     |                     |     | Jogos | Jogos | Jogos | Resultados | Resultados | Resultados | Resultados | Resultados | Resultados | Sets | Sets | Sets  | Pontos | Pontos | Pontos |
| Pos | Equipe              | Pts | T     | V     | D     | 3–0        | 3–1        | 3–2        | 2–3        | 1–3        | 0–3        | V    | P    | R     | V      | P      | R      |
| --- | ------------------- | --- | ----- | ----- | ----- | ---------- | ---------- | ---------- | ---------- | ---------- | ---------- | ---- | ---- | ----- | ------ | ------ | ------ |
| 1   | ACE/Aparecida Vôlei | 9   | 3     | 3     | 0     | 1          | 2          | 0          | 0          | 0          | 0          | 9    | 2    | 4.500 | 268    | 188    | 1.426  |
| 2   | Campo Grande Vôlei  | 6   | 3     | 2     | 1     | 1          | 1          | 0          | 0          | 1          | 0          | 7    | 4    | 1.750 | 242    | 244    | 0.992  |
| 3   | Lona Voleibol       | 3   | 3     | 1     | 2     | 0          | 1          | 0          | 0          | 1          | 1          | 4    | 7    | 0.571 | 228    | 245    | 0.931  |
| 4   | Força Vôlei         | 0   | 3     | 0     | 3     | 0          | 0          | 0          | 0          | 2          | 1          | 2    | 9    | 0.222 | 203    | 264    | 0.769  |

#### 1ª Rodada
| Data   | Hora  |                    | Placar |                     | Set 1 | Set 2 | Set 3 | Set 4 | Set 5 | Total  | Relatório |
| ------ | ----- | ------------------ | ------ | ------------------- | ----- | ----- | ----- | ----- | ----- | ------ | --------- |
| 08 nov | 18:00 | Lona Voleibol      | 3–1    | Força Vôlei         | 18–25 | 27–25 | 25–13 | 25–14 |       | 95–77  |           |
| 08 nov | 20:00 | Campo Grande Vôlei | 1–3    | ACE/Aparecida Vôlei | 27–25 | 11–25 | 21–25 | 14–25 |       | 73–100 |           |

#### 2ª Rodada
| Data   | Hora  |                    | Placar |                     | Set 1 | Set 2 | Set 3 | Set 4 | Set 5 | Total | Relatório |
| ------ | ----- | ------------------ | ------ | ------------------- | ----- | ----- | ----- | ----- | ----- | ----- | --------- |
| 09 nov | 18:00 | Lona Voleibol      | 1–3    | ACE/Aparecida Vôlei | 15–25 | 25–18 | 16–25 | 14–25 |       | 70–93 |           |
| 09 nov | 20:00 | Campo Grande Vôlei | 3–1    | Força Vôlei         | 25–20 | 25–23 | 19–25 | 25–13 |       | 94–81 |           |

#### 3ª Rodada
| Data   | Hora  |                    | Placar |                     | Set 1 | Set 2 | Set 3 | Set 4 | Set 5 | Total | Relatório |
| ------ | ----- | ------------------ | ------ | ------------------- | ----- | ----- | ----- | ----- | ----- | ----- | --------- |
| 10 nov | 18:00 | Força Vôlei        | 0–3    | ACE/Aparecida Vôlei | 14–25 | 15–25 | 16–25 |       |       | 45–75 |           |
| 10 nov | 20:00 | Campo Grande Vôlei | 3–0    | Lona Voleibol       | 25–22 | 25–19 | 25–22 |       |       | 75–63 |           |

### Sede Rio de Janeiro
|     |                        |     | Jogos | Jogos | Jogos | Resultados | Resultados | Resultados | Resultados | Resultados | Resultados | Sets | Sets | Sets   | Pontos | Pontos | Pontos |
| Pos | Equipe                 | Pts | T     | V     | D     | 3–0        | 3–1        | 3–2        | 2–3        | 1–3        | 0–3        | V    | P    | R      | V      | P      | R      |
| --- | ---------------------- | --- | ----- | ----- | ----- | ---------- | ---------- | ---------- | ---------- | ---------- | ---------- | ---- | ---- | ------ | ------ | ------ | ------ |
| 1   | Tijuca Vôlei           | 12  | 4     | 4     | 0     | 3          | 1          | 0          | 0          | 0          | 0          | 12   | 1    | 12,000 | 323    | 183    | 1.765  |
| 2   | Vôlei Louveira         | 9   | 4     | 3     | 1     | 3          | 0          | 0          | 0          | 1          | 0          | 10   | 3    | 3.333  | 294    | 228    | 1.289  |
| 3   | Farma Conde/São José   | 6   | 4     | 2     | 2     | 1          | 1          | 0          | 0          | 0          | 2          | 6    | 7    | 0.857  | 260    | 282    | 0.922  |
| 4   | EC Praia Grande        | 3   | 4     | 1     | 3     | 0          | 1          | 0          | 0          | 1          | 2          | 4    | 10   | 0.400  | 261    | 320    | 0.816  |
| 5   | Maricá Cidade Olímpica | 0   | 4     | 0     | 4     | 0          | 0          | 0          | 0          | 1          | 3          | 1    | 12   | 0.083  | 198    | 323    | 0.613  |

#### 1ª Rodada
| Data   | Hora  |                        | Placar |                      | Set 1 | Set 2 | Set 3 | Set 4 | Set 5 | Total | Relatório |
| ------ | ----- | ---------------------- | ------ | -------------------- | ----- | ----- | ----- | ----- | ----- | ----- | --------- |
| 08 nov | 17:00 | Maricá Cidade Olímpica | 0–3    | Farma Conde/São José | 12–25 | 21–25 | 20–25 |       |       | 53–75 |           |
| 08 nov | 19:00 | Tijuca Vôlei           | 3–0    | EC Praia Grande      | 25–12 | 25–12 | 25–16 |       |       | 75–40 |           |

#### 2ª Rodada
| Data   | Hora  |                | Placar |                        | Set 1 | Set 2 | Set 3 | Set 4 | Set 5 | Total | Relatório |
| ------ | ----- | -------------- | ------ | ---------------------- | ----- | ----- | ----- | ----- | ----- | ----- | --------- |
| 09 nov | 17:00 | Vôlei Louveira | 3–0    | EC Praia Grande        | 25–16 | 25–14 | 25–14 |       |       | 75–44 |           |
| 09 nov | 19:00 | Tijuca Vôlei   | 3–0    | Maricá Cidade Olímpica | 25–19 | 25–6  | 25–15 |       |       | 75–40 |           |

#### 3ª Rodada
| Data   | Hora  |                 | Placar |                        | Set 1 | Set 2 | Set 3 | Set 4 | Set 5 | Total | Relatório |
| ------ | ----- | --------------- | ------ | ---------------------- | ----- | ----- | ----- | ----- | ----- | ----- | --------- |
| 10 nov | 17:00 | Vôlei Louveira  | 3–0    | Farma Conde/São José   | 25–19 | 25–20 | 25–16 |       |       | 75–55 |           |
| 10 nov | 19:00 | EC Praia Grande | 3–1    | Maricá Cidade Olímpica | 25–9  | 25–18 | 23–25 | 25–22 |       | 98–74 |           |

#### 4ª Rodada
| Data   | Hora  |                        | Placar |                      | Set 1 | Set 2 | Set 3 | Set 4 | Set 5 | Total | Relatório |
| ------ | ----- | ---------------------- | ------ | -------------------- | ----- | ----- | ----- | ----- | ----- | ----- | --------- |
| 11 nov | 17:00 | Maricá Cidade Olímpica | 0–3    | Vôlei Louveira       | 8–25  | 12–25 | 11–25 |       |       | 31–75 |           |
| 11 nov | 19:00 | Tijuca Vôlei           | 3–0    | Farma Conde/São José | 25–12 | 25–11 | 25–11 |       |       | 75–34 |           |

#### 5ª Rodada
| Data   | Hora  |                      | Placar |                 | Set 1 | Set 2 | Set 3 | Set 4 | Set 5 | Total | Relatório |
| ------ | ----- | -------------------- | ------ | --------------- | ----- | ----- | ----- | ----- | ----- | ----- | --------- |
| 12 nov | 16:00 | Farma Conde/São José | 3–1    | EC Praia Grande | 21–25 | 25–16 | 25–17 | 25–21 |       | 96–79 |           |
| 12 nov | 18:00 | Tijuca Vôlei         | 3–1    | Vôlei Louveira  | 23–25 | 25–17 | 25–17 | 25–10 |       | 98–69 |           |

### Sede Brasília
|     |                     |     | Jogos | Jogos | Jogos | Resultados | Resultados | Resultados | Resultados | Resultados | Resultados | Sets | Sets | Sets  | Pontos | Pontos | Pontos |
| Pos | Equipe              | Pts | T     | V     | D     | 3–0        | 3–1        | 3–2        | 2–3        | 1–3        | 0–3        | V    | P    | R     | V      | P      | R      |
| --- | ------------------- | --- | ----- | ----- | ----- | ---------- | ---------- | ---------- | ---------- | ---------- | ---------- | ---- | ---- | ----- | ------ | ------ | ------ |
| 1   | Prevermed Vôlei     | 11  | 4     | 4     | 0     | 2          | 1          | 1          | 0          | 0          | 0          | 12   | 3    | 4,000 | 351    | 276    | 1.272  |
| 2   | Ascade              | 10  | 4     | 3     | 1     | 1          | 2          | 0          | 1          | 0          | 0          | 11   | 5    | 2.200 | 361    | 297    | 1.215  |
| 3   | Brasiliense Vôlei   | 5   | 4     | 2     | 2     | 1          | 0          | 1          | 0          | 1          | 1          | 7    | 8    | 0.875 | 299    | 311    | 0.961  |
| 4   | Mais Vôlei Brasília | 4   | 4     | 1     | 3     | 0          | 1          | 0          | 1          | 2          | 0          | 7    | 10   | 0.700 | 344    | 381    | 0.903  |
| 5   | Real Brasiliense    | 0   | 4     | 0     | 4     | 0          | 0          | 0          | 0          | 1          | 3          | 1    | 12   | 0.083 | 234    | 324    | 0.722  |

#### 1ª Rodada
| Data   | Hora  |                     | Placar |                   | Set 1 | Set 2 | Set 3 | Set 4 | Set 5 | Total | Relatório |
| ------ | ----- | ------------------- | ------ | ----------------- | ----- | ----- | ----- | ----- | ----- | ----- | --------- |
| 11 nov | 14:00 | Mais Vôlei Brasília | 3–1    | Real Brasiliense  | 28–26 | 21–25 | 25–12 | 25–23 |       | 99–86 |           |
| 11 nov | 16:30 | Prevermed Vôlei     | 3–0    | Brasiliense Vôlei | 25–10 | 25–17 | 25–22 |       |       | 75–49 |           |

#### 2ª Rodada
| Data   | Hora  |                 | Placar |                     | Set 1 | Set 2 | Set 3 | Set 4 | Set 5 | Total  | Relatório |
| ------ | ----- | --------------- | ------ | ------------------- | ----- | ----- | ----- | ----- | ----- | ------ | --------- |
| 12 nov | 13:00 | Ascade          | 3–1    | Brasiliense Vôlei   | 20–25 | 25–18 | 25–18 | 25–13 |       | 95–74  |           |
| 12 nov | 18:00 | Prevermed Vôlei | 3–1    | Mais Vôlei Brasília | 25–11 | 25–22 | 25–27 | 25–15 |       | 100–75 |           |

#### 3ª Rodada
| Data   | Hora  |                     | Placar |                  | Set 1 | Set 2 | Set 3 | Set 4 | Set 5 | Total | Relatório |
| ------ | ----- | ------------------- | ------ | ---------------- | ----- | ----- | ----- | ----- | ----- | ----- | --------- |
| 13 nov | 18:00 | Mais Vôlei Brasília | 1–3    | Ascade           | 13–25 | 18–25 | 25–19 | 19–25 |       | 75–94 |           |
| 13 nov | 20:30 | Prevermed Vôlei     | 3–0    | Real Brasiliense | 25–22 | 25–17 | 25–16 |       |       | 75–55 |           |

#### 4ª Rodada
| Data   | Hora  |                   | Placar |                     | Set 1 | Set 2 | Set 3 | Set 4 | Set 5 | Total  | Relatório |
| ------ | ----- | ----------------- | ------ | ------------------- | ----- | ----- | ----- | ----- | ----- | ------ | --------- |
| 14 nov | 18:00 | Ascade            | 3–0    | Real Brasiliense    | 25–11 | 25–14 | 25–22 |       |       | 75–47  |           |
| 14 nov | 20:30 | Brasiliense Vôlei | 3–2    | Mais Vôlei Brasília | 16–25 | 20–25 | 25–14 | 25–21 | 15–10 | 101–95 |           |

#### 5ª Rodada
| Data   | Hora  |                  | Placar |                   | Set 1 | Set 2 | Set 3 | Set 4 | Set 5 | Total  | Relatório |
| ------ | ----- | ---------------- | ------ | ----------------- | ----- | ----- | ----- | ----- | ----- | ------ | --------- |
| 15 nov | 10:30 | Real Brasiliense | 0–3    | Brasiliense Vôlei | 17–25 | 18–25 | 11–25 |       |       | 46–75  |           |
| 15 nov | 13:00 | Prevermed Vôlei  | 3–2    | Ascade            | 20–25 | 25–15 | 25–23 | 16–25 | 15–9  | 101–97 |           |

## Equipes classificadas para a Superliga Série B 2024
As seguintes equipes conquistaram o direito ao acesso:
| Equipe                             | Cidade               |
| ---------------------------------- | -------------------- |
| Irati Vôlei.                       | Irati                |
| Renasce Sorocaba.                  | Sorocaba             |
| Vôlei Natal/Desportivo Rio Grande. | Parnamirim           |
| ACE/Aparecida Vôlei.               | Aparecida de Goiânia |
| Tijuca Zinzane.                    | Rio de Janeiro       |
| Prevermed Vôlei.                   | Brasília             |